# Stylogyne canaliculata
Stylogyne canaliculata är en viveväxtart som först beskrevs av Conrad Loddiges, och fick sitt nu gällande namn av Carl Christian Mez. Stylogyne canaliculata ingår i släktet Stylogyne och familjen viveväxter. Inga underarter finns listade i Catalogue of Life.